# Nevşehirli Damat İbrahim Pasha
Nevşehirli Damat İbrahim Pasha (ur. 1666 w Nevşehir, zm. 16 października 1730 w Stambule) wielki wezyr Imperium osmańskiego w latach 1718–1730. Przydomka "Nevşehirli", czyli z miasta Nevşehir, używa się po to, aby nie pomylić go z innym wezyrem Damat İbrahimem Paszą, zmarłym w 1601.
Jego rządy określa się mianem Ery Tulipanów, z którą kojarzony jest dziś przede wszystkim ówczesny sułtan Ahmed III. Był zwolennikiem częściowej europeizacji Turcji. Długi okres rządów Ibrahima (1718-1730) jest ewenementem w Turcji XVIII wieku. Wezyr przywrócił dawno niepamiętany okres pokoju wewnątrz imperium, choć graniczne prowincje - Egipt, Arabia - były nadal niepokojone. Niestabilne były też obszary północno-wschodniego wybrzeża Morza Czarnego (Kubań), zamieszkane przez plemiona nogajskie. W 1723 wezyr zawarł z Persją traktat graniczny, ale obie strony nie przestrzegały go w pełni. 
Został obalony w październiku 1730 w powstaniu, które zorganizował Patrona Halil.
Jego żoną była księżniczka Hatice, córka sułtana Ahmeda III. Życie dworskie jego czasów zobrazował holenderski malarz Jean-Baptiste van Mour (1671-1737).